# Бакли (Мичиген)
Бакли (енгл. Buckley) град је у америчкој савезној држави Мичиген.

## Демографија
По попису из 2010. године број становника је 697, што је 147 (26,7%) становника више него 2000. године.
| Група             | 2000.       | 2010.       |
| Белци             | 502 (91,3%) | 657 (94,3%) |
| Афроамериканци    | 4 (0,7%)    | 5 (0,7%)    |
| Азијати           | 2 (0,4%)    | 1 (0,1%)    |
| Хиспаноамериканци | 20 (3,6%)   | 14 (2,0%)   |
| Укупно            | 550         | 697         |